# Nullsoft
Nullsoft és una empresa de programari creada pel programador estatunidenc Justin Frankel. Nullsoft és l'empresa creadora de diferents programes populars, en particular el reproductor multimèdia Winamp i el servidor de audio streaming SHOUTcast.
El nom de la companyia és un joc de paraules amb el nom Microsoft, sent null (o nul) menor que micro. Nullsoft va ser adquirida per America Online el 1999 i actualment existeix com una subsidiària.
Nullsoft va crear també diversos programes lliures, entre els quals es troba el sistema d'instal·lació de programari NSIS, que va adquirir una àmplia popularitat com a alternativa al no lliure, InstallShield.

## vegeu també
- Winamp
- NSIS
- SHOUTcast